# Cecilia Ponce
Cecilia Ponce  (Buenos Aires, Argentína, 1981. december 31. –) argentin–mexikói színésznő.

## Élete és pályafutása
1981. december 31-én született Buenos Airesben. Karrierjét 2003-ban kezdte. 2005-ben az Amor en custodia című sorozatban játszott. 2009-ben Corinát alakította a Vuélveme a quererben. 2012-ben megkapta Aurora szerepét a Los Rey című telenovellában.

## Filmográfia

### Telenovellák
- La vegabitlera  (2014) ... Liliana Yapagues
- Siempre tuya Acapulco (2014) ... Irán Hernández Molina
- Los Rey (2012) ... Aurora Longoria
- Amor cautivo (2012) ...  Eugenia Rangel Acosta
- Entre el amor y el deseo (2010) ... Sara Rincón Del Real
- Vuélveme a querer (2009) ... Corina Nieto
- Tengo todo excepto a ti (2008) ... Úrsula
- Amor en custodia (2005) ... Ana Torrejón
- Machos (2005) ... Úrsula
- Top Models (2005) ... Fernanda
- Soñarás (2004) ... Paulina Zatarain
- Un nuevo amor (2003) ... Estrella Montiel

### Film
- Niñas mal (2007)

### Valóságshow
- La Isla, el reality (2013)